# Christian Juel (matematiker)
Christian Sophus Juel, född 25 januari 1855, död 24 januari 1935, var en dansk matematiker.
Christian Juel disputerade 1885 med avhandlingen Birdrag till den imaginære Linies og den imaginære Plans Geometri, vari Karl von Staudts geometriska teori för imaginära figurer systematiserades och berikades genom nya begrepp och resultat. Juel var 1907–1925 professor i rationell mekanik vid Polyteknisk Læreanstalt i Köpenhamn, men hans vetenskapliga intressen samlade sig så gott som uteslutande kring geometriska ämnen. Hans huvudarbete var teorin för kurvor och ytor av ändlig ordning, det vill säga kurvor av ytor, som, bortsett från vissa kontinuitetsegenskaper, karaktäriseras genom att de av en rät linje eller ett plan skärs i ett begränsat antal punkter.

## Utmärkelser
- Riddare av Dannebrogorden,  1913[3]
- Dannebrogsmännens hederstecken,  1921[3]

[Redigera Wikidata]